# USS Patterson (DD-392)
USS Patterson (DD-392) — американский эсминец типа Бэгли. 2-й корабль ВМС США, получивший имя в честь Дэниэла Тодда Паттерсона, капитана ВМС США и участника англо-американской войны 1812 года. Заложен на верфи Puget Sound Navy Yard 23 июля 1935 года. Спущен 6 мая 1937 года и крещён Элизабет Паттерсон. Вступил в строй 22 сентября 1937 года под командованием коммандера Фрэнсиса Спеллмана.
Участник морских сражений на Тихоокеанском театре военных действий Второй мировой войны. Выведен в резерв 8 ноября 1945 года. Из состава ВМС США исключён 25 февраля 1947 года. Продан 18 августа 1947 года фирме «Northern Metals Co.» в Филадельфии и разобран на лом.

## Служба

### До войны
26 ноября 1937 года «Паттерсон» покинул верфь Пьюджет-Саунд и, зайдя по дороге в гавань Сан-Франциско, прибыл в Перл-Харбор 7 декабря. 22 декабря вернулся в Пьюджет-Саунд и до 31 марта 1938 года осуществлял береговое патрулирование, а затем отправился на Гавайские острова. 28 апреля прибыл с Гавайев в Сан-Педро для участия в учениях у западного побережья и совместных флотских манёврах, в ходе которых совершил переход в Карибское море через Панамский канал и обратно. 3 июня 1940 года эсминец начал патрулирование в зоне от Перл-Харбора до атоллов Мидуэй и Пальмира, которое продолжалось полтора года (за исключением времени, уходившего на ремонт, покраску и обучение экипажа).

### 1941
В день нападения на Перл-Харбор «Паттерсон» был в гавани. Экипаж эсминца, обороняясь, сумел сбить один японский самолёт. В течение часа команда пыталась обнаружить возможные следы присутствия японских подлодок у гавани. Прикрывая авианосец «Саратога», эсминец патрулировал гавайские воды, однако следов японских подлодок не обнаружил. 28 декабря подобрал 19 человек с торгового судна «Марими», торпедированного японцами.

### 1942
В последующие недели «Паттерсон» занимался сопровождением транспортных кораблей, перевозивших подкрепления на атолл Кантон, а также участвовал в восстановлении разрушенной гавани Перл-Харбора. 5 февраля 1942 года, прикрывая крейсер «Пенсакола», эсминец направился на встречу с авианосцем «Лексингтон» и его оперативной группой в юго-западной части Тихого океана. 20 февраля после авианалёта американцев на Рабаул эсминец принял на борт одного из пилотов гидросамолётов, подбитого во время бомбардировок Рабаула. К 10 марта авианосцы разрушили японские базы на Лаэ и Саламауа (Новая Гвинея) и направились в Перл-Харбор.
7 апреля «Паттерсон» покинул Перл-Харбор для ремонта в доках Мэр-Айленд, откуда вернулся 17 мая. Через 5 дней корабль направился в Нумеа, где присоединился к экспедиционным войскам адмирала Ричмонда Тёрнера, готовившимся в Австралии ко вторжению на Соломоновы острова. 22 июня из Брисбена эсминец направился на финальную подготовку на Фиджи, после чего возглавил группу охранения транспортных кораблей, на бортах которых были военнослужащие Корпуса морской пехоты США.

### Гуадалканал
7 августа «Паттерсон» обеспечивал безопасное прибытие десантных кораблей на Гуадалканал и высадку морской пехоты. Зенитный огонь эсминца, открытый по группе из 20 бомбардировщиков, не позволил японцам сорвать высадку, а несколько самолётов были сбиты. В ответ японские торпедоносцы атаковали эсминец «Магфорд», отметившись точным попаданием в него. 8 августа, обороняя десантные корабли, экипаж «Паттерсона» сбил четыре торпедоносца, однако в результате их налёта получил повреждения эсминец «Джарвис» и затонул корабль «Джордж Ф. Эллиотт». Тем временем семь крейсеров и эсминец Императорского флота Японии к полуночи 8 августа оказались уже в 35 морских милях от острова Саво, пройдя к югу от японской базы в Рабауле и оставшись незамеченными с самого утра.

### Бой у острова Саво
Паттерсон находился к югу от острова Саво и острова Флорида вместе с американо-австралийской группой из трёх тяжёлых крейсеров и двух эсминцев. К северу от них находились американские крейсеры «Астория», «Винсенс», «Квинси» и два эсминца. Из-за дождя северные и южные группы союзных флотов не могли добраться друг до друга. Пройдя мимо эсминцев, японский флот ринулся на группу «Паттерсона», куда входили австралийский тяжёлый крейсер «Канберра», американский тяжёлый крейсер «Чикаго» и эсминец «Бэгли». 9 августа 1942 в 01:43 экипаж эсминца «Паттерсон» передал по радио:

Внимание! Внимание! Неизвестные суда вошли в гавань!
Оригинальный текст (англ.)Warning! Warning! Strange ships entering the harbor!

Японские крейсеры открыли артиллерийский огонь и выпустили несколько торпед, выведя из строя «Канберру». Повторив предупреждение с помощью сигнального прожектора, американцы открыли ответный огонь. 5-дюймовый японский снаряд поразил орудие №4: погибло 10 человек и было ранено 8, также было повреждено орудие №3 и палуба. Американцы отстреливались до тех пор, пока противник, выпустив торпеды, не ушёл на северо-восток, к трём крейсерам. Все три американских крейсера из северной группы затонули, а японцы направились в Рабаул, атаковав по пути эсминец «Ральф Тэлбот», который смог оторваться только благодаря нахлынувшему дождю. Итого в бою у острова Саво союзники потеряли четыре тяжёлых крейсера, а ещё один крейсер «Чикаго» и эсминец «Ральф Тэлбот» были значительно повреждены, в то время как четыре японских корабля получили лишь небольшие повреждения.
Экипаж «Паттерсона» помог вывести корабль «Канберра» и после спасательной операции направился в Нумеа, куда прибыл 14 августа. Оттуда он с авианосцем «Саратога» ушёл охранять подходы к Гуадалканалу, но вскоре «Саратога» получила повреждения от попадания торпед японской субмарины I-26 и ушла в Перл-Харбор. Паттерсон прикрывал крейсер «Австралия» по пути в Брисбен, куда прибыл 3 сентября, а затем отправился на патрулирование Большого Барьерного рифа в составе группы австралийских и американских крейсеров и эсминцев.

### 1943
5 мая 1943 года эсминец «Паттерсон» принял на борт 19 человек с борта торпедированного судна «Фингал» и сопроводил торговое судно SS Pennant в Нумеа (Новая Каледония). 13 мая прибыл в Гуадалканал для патрулирования в паре с американским авианосцем «Саратога» и британским авианосцем «Викториес», после чего провёл серию сопровождений конвоев между Гуадалканалом и австралийскими портами, а также островами Южной части Тихого Океана, Новыми Гебридами и Нумеа. Утром 25 июля вместе с четырьмя эсминцами обстрелял Ламбети-Плантейшн около аэродрома Мунда на острове Новая Георгия.
Вечером 25 августа экипаж эсминца сопровождал конвой с Новых Гебрид к нижним Соломоновым островам, когда моряки обнаружили на радаре приближающуюся японскую подводную лодку (предположительно I-25). Сбросив глубинные бомбы, через 5 минут моряки услышали громкий подводный взрыв, что означало по всей видимости уничтожение подлодки (по другим данным, подлодку добили 3 сентября 1943 года у Новых Гебрид, примерно в 240 км к востоку от острова Эспириту-Санто — в той операции участвовал не только экипаж «Паттерсона», но и эсминцы «Эллет» и «Тейлор». На чей именно счёт записана I-25, установить до сих пор невозможно.
В течение следующего месяца «Паттерсон» сопровождал десантные корабли из Нумеа на Новые Гебриды, патрулировал Гуадалканал и возвращался в залив Пёрвис, порт Флорида на Соломоновых островах. В ночь на 24 сентября он прикрывал высадку на остров Велья-Лавелья, затем сопровождал десантные корабли на остров Рендова и вернулся после получения сообщения об авианалёте на десантные суда. К моменту прибытия «Паттерсона» атака прекратилась, однако корабль спустил шлюпки для оказания медицинской помощи раненым и их эвакуации.
В ночь с 29 на 30 сентября «Паттерсон» участвовал в операции по уничтожению вражеского конвоя. Эсминец «МакКалла» собирался присоединиться к оперативной группе эсминцев, однако из-за проблем с рулём врезался в нос «Паттерсона». Погибло три человека, 10 было ранено, нос был полностью разрушен и было уничтожено орудие № 1. Оба корабля направились в залив Пёрвис для ремонта, а на повреждённый эсминец в Эспириту-Санто установили фальшнос. 6 декабря корабль после ремонта вышел в море, пройдя архипелаг Самоа и Гавайские острова и добравшись до Мэр-Айленд 22 декабря. Командиром эсминца «МакКалла», врезавшегося в «Паттерсон», по иронии судьбы был лейтенант-коммандер Хэлфорд Нёртцер, который нёс службу на борту «Паттерсона» в 1937 году в звании первого лейтенанта.

### 1944
8 марта 1944 года «Паттерсон» вышел из залива Сан-Франциско в составе конвоя, достигшего Перл-Харбора 15 марта, и позже принял участие в учения с торпедными катерами в гавайских водах и подготовке у берегов Маршалловых островов к походу на Марианские острова. 6 июня «Паттерсон» покинул атолл Маджуро и направился в Сайпан вместе с авианосной группой во главе с авианосцем «Банкер-Хилл», обстрел которого и произвёл. Затем эсминец «Паттерсон» обеспечил охрану десантных кораблей, с которых 15 июня высадились американские войска. По прибытии Японского мобильного флота «Паттерсон» вошёл в состав противовоздушной защитной группы: американские лётчики сбили несколько сотен японских гидросамолётов, не дав им достичь основных позиций американского флота, что вошло в историю ВМС США как «Великий Марианский отстрел индеек» (англ. Great Marianas Turkey Shoot). Те японские самолёты, которые преодолели этот барьер, столкнулись с плотным зенитным огнём «Паттерсона» и других эсминцев. 21 июня эсминец участвовал в преследовании японского флота, который был окончательно разгромлен в Филиппинском море, и затем вернулся на свои позиции по охране Сайпана. Во время высадки корабль по ночам выпускал осветительные снаряды, чтобы помогать американским войскам, а также обстреливал вражеские позиции на острове Тиниан.
Обстрел Сайпана и Тиниана вместе с патрулированием и охотой за субмаринами продолжались до 9 августа, после чего эсминец прибыл ненадолго в гавань Апра на Гуаме по пути к атоллу Эниветок (Маршалловы острова) и присоединился к группе быстрых авианосцев, которые наносили удар по позициям японцев на Иводизме и Западных Каролинских островах. 8 сентября эсминец обстрелял остров Яп, а оттуда направился на Палау для охраны быстрых авианосцев и оказания огневой поддержки с моря высаживающимся войскам до 9 октября. После стоянки в Манусе (Острова Адмиралтейства) «Патерсон» в месте с ударными авианосцами вышел на позиции для обстрела японских войск на Окинаве и цепи Керама Ретто. Оттуда авианосцы вышли к Филиппинам и нанесли удар по вражеским позициям ПВО в Северном Лусоне, позволив с 12 октября американским войскам наносить удары по Тайваню. Вечером 12 октября «Паттерсон» помог отразить вражеский авианалёт, направленный против авианосцев.
С Тайваня авианосцы направились к Лусону, где «Паттерсон» зенитным огнём отражал налёты пикирующих бомбардировщиков, которые чуть не потопили авианосец «Франклин». 20 октября авианосная оперативная группа оказала воздушную поддержку десанту в Лейте, с которого началось освобождение Филиппинских островов. 24—25 октября японский флот достиг побережья Филиппин и начал свою атаку, в ответ на что авианосная группа ВМС США нанесла мощный удар по линкорам, крейсерам и эсминцам Южного флота Японии и даже потрепала Центральные силы Японии, пытавшиеся удержать Центральные Филиппины. После американцы направились на север, где 25 октября у мыса Энганно нанесли сокрушительный удар по авианосным кораблям Японии. Сражение в заливе Лейте с участием американского флота увенчалось успешным преследованием вражеских кораблей, ну а затем 30 октября американцы отразили атаку камикадзе, приняв на борт выживших членов экипажей авианосцев «Франклин» и «Буа Белло» и отбуксировав повреждённые авианосцы к 3 ноября в порт Улити на Каролинских островах.
До 9 декабря «Паттерсон» защищал авианосцы, которые обеспечивали воздушное прикрытие конвоям, шедшим на Филиппины. В дальнейшем эсминец действовал у Коссол-Роудс на Палау, где прикрывал группу авианосцев с палубными бомбардировщиками, вышедшими 10 декабря для организации воздушной и морской огневой поддержки войскам, высаживавшимся на остров Миндоро. В течение недели  эсминец находился в море Сулу, отражая нападения камикадзе на авианосные корабли. Некоторое время пробыв в Палау, «Паттерсон» направился затем на новое задание по оказанию поддержки с моря есанту в заливе Лингаен (Лусон, Филиппины).

### 1945
4 января 1945 года на борт «Паттерсона» были приняты моряки с авианосца «Оммани Бэй», повреждённого самолётами камикадзе, а 5 января — экипаж эсминца «Стэффорд» и эскортного авианосца «Манила Бэй». 13 января зенитным огнём был сбит пикирующий бомбардировщик-камикадзе, пытавшийся протаранить авианосец «Саламауа». До 17 января эсминец занимался охраной авианосцев в заливе Лингаен, после чего ушёл на Улити (Каролинские острова) готовиться ко вторжению на Иводзиму.
10 февраля «Паттерсон» покинул Улити и ушёл к Марианским островам для окончательной проверки и затем направился 19 февраля как корабль сопровождения авианосцев к Иводзиме. В море Бисмарка он принял на борт 106 выживших моряков с авианосца, затонувшего 21 февраля после попадания торпед с бомбардировщиков-торпедоносцев. До 10 марта «Паттерсон» вёл бои против японцев, прикрывая авианосцы, а затем направился снова в Улити для подготовки к походу на Окинаву, последнюю преграду перед вторжением на Японские острова. Утром 21 марта «Паттерсон» в составе вспомогательной группы присоединился к группе из семи эскортных авианосцев, прикрывавшей их во время сильных штормов, и прибыл к острову Окинава 1 апреля. 2 апреля экипажем эсминца был сбит самолёт-камикадзе, пытавшийся протаранить авианосец «Лунга Пойнт». «Паттерсон» продолжал прикрывать авианосцы, которые вплоть до 29 апреля наносили удары по скоплениям японских войск. 29 апреля вышел из строя радар «Паттерсона», и эсминец ушёл на ремонт в гавань Апра (Гуам), выйдя оттуда 4 июня вместе с линкором «Нью-Мексико» в Лейте, Филиппины. Там «Паттерсон» присоединился к конвою с припасами и подкреплениями, шедшими в Керама-Ретто. С 12 июня эсминец был в составе группы эскортных авианосцев, оказывавших помощь американским войскам в битве за Окинаву.
После этого «Паттерсон» вернулся в Лейте, где стал на ремонт, и позже направился на Сайпан, откуда выходил на патрули до Окинавы, Гуама и Маршалловых островов вплоть до завершения войны.

### После войны
«Паттерсон» получил всего 13 звёзд за службу во время Второй мировой войны. 16 августа 1945 года из Сайпана он отправился сопровождать линкор «Нью-Джерси» по пути в Манилу, а затем в залив Бакнер (Окинава). 8 сентября из залива Бакнер он отправился по маршруту Сайпан — Эниуэток — Перл-Харбор — Сан-Диего, прибыв в Калифорнию 26 сентября. 27 сентября он отправился через Панамский канал к Восточному побережью США, прибыв 11 октября в Нью-Йорк. 8 ноября 1945 года был выведен из состава флота, окончательно исключён из списков 25 февраля 1947 года. Продан на слом 18 августа 1947 года компании Northern Metals Co. из Филадельфии.